# Крик (фильм, 1993)
«Крик» или «Стон» (азерб. Fəryad) — азербайджанский военный фильм, снятый в 1993 году Джейхуном Мирзоевым. Фильм повествует о судьбе азербайджанского военного в годы Первой карабахской войны, рассказывает о событиях, которые происходили в то время в Карабахе. В фильме показаны сцены боёв и жертвы Ходжалинской резни. Фильм снят на киностудии «Азербайджанфильм» и «Ашкарфильм». Фильм внёс огромный вклад в историю азербайджанского кино.

## Сюжет
Повествование в фильме даётся нелинейно, в виде флешбэков главного персонажа.
Исмаил Гусейнов, герой фильма «Мачеха», вырос, завёл семью, стал командиром батальона и отправился воевать в Карабах. Узнав о том, что происходит в Ходжалы, батальон Исмаила прибывает на вертолёте на место событий и обнаруживает убитых ходжалинцев. Армяне в обмен на топливо позволяют азербайджанцам забрать мертвецов. Потеряв голову от увиденного зрелища, Исмаил мчится на армянскую сторону, мимо армянских постовых, туда, где находится армянин, с которым они договаривались. Свалив недоумевающего армянского военного с ног, Исмаил хватает камень и убивает его.
В одном из боёв батальон Исмаила попадает в окружение армян. Потеряв почти всех людей, Исмаил остаётся в доме с боевым товарищем Ровшаном, который, чтобы не сдаться в плен, пускает последнюю пулю себе в висок. Исмаил, поначалу хотевший последовать за товарищем, в последний момент тратит последнюю пулю на врага, а сам попадает в плен.
Раненного в ногу Исмаила сначала держат в тюрьме, где подвергают пыткам и унижениям, а после переводят в дом, подвал которого имеет подземный коридор с Арменией. В доме прячутся армяне, как военные, так и гражданские. Командир отряда, армянский офицер Армен Хачатурянц ненавидит Исмаила, называет его «подлым турком», и даже, взяв своего двухлетнего племянника на колени, показывает лежащего на кровати Исмаила, имитируя в этот момент стрельбу из автомата. Хачатурянц говорит Исмаилу, о том что скоро весь Азербайджан будет захвачен, и их отряд дойдёт до Баку.
Однако не все армяне в доме питают ненависть к азербайджанцам. Так врач-армянин, осматривающий ногу Исмаила, шёпотом говорит, что в душе против этой войны, что сам он тоже из Баку, и если бы не волнения в Карабахе, то ничего бы не было. Он даёт понять Исмаилу, что в доме имеется подвал. Племянница Хачатурянца также жалеет пленника и ненавидит дядю за то, что тот издевается над ним.
Будучи в плену, Исмаил узнаёт по армянскому радио о занятии городов Карабаха, одного за другим. Ему больно смотреть как армяне танцуют под музыку в честь взятия Шуши и Лачина.
Во время одного из боёв все в доме прячутся в подвал, забыв ребёнка (племянника Хачатурянца). Исмаил же пытается поджечь дом, но заметив оставшегося в доме мальчика, тушит огонь. Вышедший из подвала Хачатурянц понимает, что Исмаил пытался сжечь дом, но не сделал этого из-за ребёнка.
Однажды в дом попадает бомба, начинается пожар, и дом рушится. Все укрываются в подвале, оставив Исмаила лежать на кровати. Утром вышедшие из подвала армяне застают дом в руинах, а Исмаила целым.
Позже Исмаил меняют на десять армянских военнопленных.

## В ролях
- Джейхун Мирзоев — Исмаил
- Эльмира Шабанова — мать Исмаила
- Гаджи Исмайлов — Ровшан
- Мелик Дадашев — Армен Хачатурянц
- Лиана Гудадзе — племянница Хачатурянца
- Фикрет Мамедов[азерб.] — армянский солдат
- Шамиль Махмудбеков — Самвел (врач)
- Юрий Горобец — российский врач из миссии наблюдателей
- Рахиб Алиев
- Рафик Алиев
- Джебраил Рзаев
- Екатерина Арчаия
- Наджиба Бейбутова
- Лала Багирова — учительница
- Фарадж Фараджев — Хорен
- Шахмар Гарибов
- Лида Бабаева
- Санубар Искандерли — жена Исмаила
- Агшин Сафаров
- Камал Гусейнов
- Камил Магеррамов
- Назир Алиев — милиционер
- Назим Ибрагимов
- Анар Мамедов
- Эльшан Рустамов
- Джаваншир Гадиев
- Агаали Бабаев
- Сулейман Зейналов
- Фаик Бабаев

## Создание
Фильм условно связан с советско-азербайджанским фильмом «Мачеха», который является классикой азербайджанского кинематографа. Джейхун Мирзоев дебютировал  в «Мачехе», как исполнитель роли мальчика Исмаила. В фильме «Крик» используются кадры из «Мачехи» и проводится связь, что персонаж Мирзоева и есть тот самый выросший Исмаил.
По утверждению создателей использовались истории, рассказанные беженцами, военнопленными и воевавшими солдатами. В фильме были также сняты сами очевидцы тех событий, а также бежавшие из города Ходжалы.
На съемках фильма Мирзоев просил своих коллег побить его, чтобы синяки на теле выглядели естественно.
Фильм был снят в годы войны. Он сильно подействовал на режиссёра и сыгравшего главную роль Джейхуна Мирзоева. У переживавшего за своего героя Мирзоева появились проблемы со здоровьем, нередко случались инфаркты, от последнего из них Джейхун так и не очнулся и умер в 1993 году.

## Награды
- В 1994 году Комитетом Наград Азербайджана фильм был удостоен премии им. Гаджи Зейналабдина Тагиева за лучшую режиссёрскую работу[источник не указан 122 дня].
- В этом же году режиссёр Джейхун Мирзоев был удостоен премии «Хумай» (посмертно)[6][уточнить]